# 風輪 (レゲエ・デュオ)
風輪（ふうりん）は、日本のレゲエ・デュオ。2003年結成。自主レーベルDon Pa Don Muzik所属。
路上でレゲエを歌う独自のスタイルで、全国各地で渡り歩き2006年にはテレビ番組に取り上げられた。
その後ミニ・アルバムのリリースやクラブ・イベントへの出演、野外イベントを自ら開催するなど活躍の幅を広げている。

## メンバー
2人とも東京都多摩市出身。
- Singer壮（シンガー・そう　本名：中川　壮（なかがわ そう）、1980年 - )
- Sing-taro（シンタロウ　本名：狩野　伸太郎（かの　しんたろう）、1980年 - ）

## ディスコグラフィー

### ミニ・アルバム
1. RIDDIM OF LIFE -ダンスホール番外地-（2009年11月18日）
  1. Don Pa Don -Rub A Dub On The Street-[3:00]
作詞：中川壮・狩野伸太郎 / 作曲：Terada
  2. Riddim Of Life[5:25]
作詞：中川壮・狩野伸太郎 / 作曲：Terada
  3. Style & Passion[3:45]
作詞：中川壮・狩野伸太郎 / 作曲：Terada
  4. Who A Come Next[4:27]
作詞：中川壮・狩野伸太郎 / 作曲：Terada
  5. Give Some Lovin'[5:14]
作詞：中川壮・狩野伸太郎 / 作曲：Terada
  6. Highball[5:18]
作詞：中川壮・狩野伸太郎 / 作曲：Terada
  7. Brand New Day w/Raw Technicaz[4:21]
作詞：中川壮・狩野伸太郎 / 作曲：Raw Technicaz